# 1949 في الصين

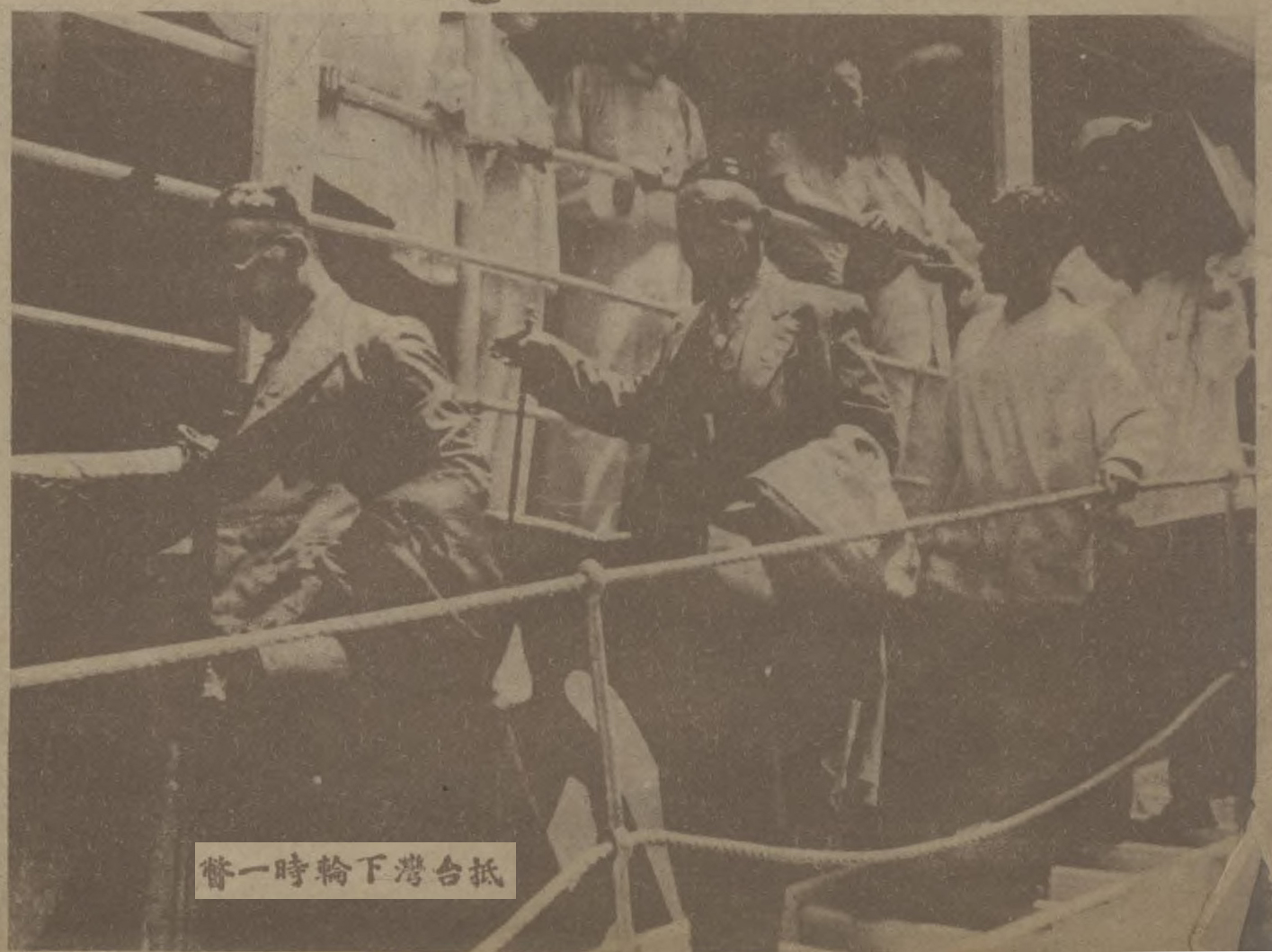

فيما يلي قوائم الأحداث التي وقعت خلال عام 1949 في الصين.

## سياسة

### تعيين في المنصب
- 1 يناير – ياي جيانيانغ Mayor of Guangzhou [الإنجليزية]‏.
- 21 سبتمبر – ماو تسي تونغ Chairman of the Chinese People's Political Consultative Conference [الإنجليزية]‏.
- 1 أكتوبر – تشوان لاي وزير خارجية جمهورية الصين الشعبية [الإنجليزية]‏.

## مواليد

### يناير
- 20 يناير – بريان ليانغ

### فبراير
- 8 فبراير – جورج شونغ ممثل صيني.

### أبريل
- 4 أبريل – شينغ تونغ ياو

### أغسطس
- 2 أغسطس – بي داو

### سبتمبر
- 25 سبتمبر – زهو غوانغهو
- 30 سبتمبر – تومي تشانغ

## وفيات

### فبراير
- 21 فبراير – تاي تشي تاو (مواليد 1891) سياسي صيني.